# Estació de Toses
Toses és una estació de ferrocarril propietat d'adif situada a la població de Toses a la comarca del Ripollès. L'estació es troba a la línia Ripoll-Puigcerdà per on circulen trens de la línia R3 de Rodalies de Catalunya operat per Renfe Operadora, que tot i formar part de Rodalies no té tarifació com a tal.
Aquesta estació del Ferrocarril Transpirinenc, tal com es coneixia la línia de Ripoll a Puigcerdà, va entrar en servei l'any 1922 quan es va obrir el tram entre Ribes de Freser i la Molina, mesos després que s'havia obert la línia fins a Puigcerdà. El 2004 Adif va realitzar obres amb l'objectiu de millorar l'accessibilitat a persones amb mobilitat reduïda i facilitar la instal·lació de nous sistemes d'il·luminació. Tot i que antigament havia disposat de més vies, actualment és un baixador amb únicament la via general i una andana a la dreta d'aquesta.
L'any 2016 va registrar l'entrada de menys de 1.000 passatgers.
| Rodalia de Barcelona      |          |       |           |                            |
| Procedència/Destinació    | <        | Línia | >         | Procedència/Destinació     |
| L'Hospitalet de Llobregat | Planoles |       | La Molina | Puigcerdà La Tor de Querol |